# Achateule

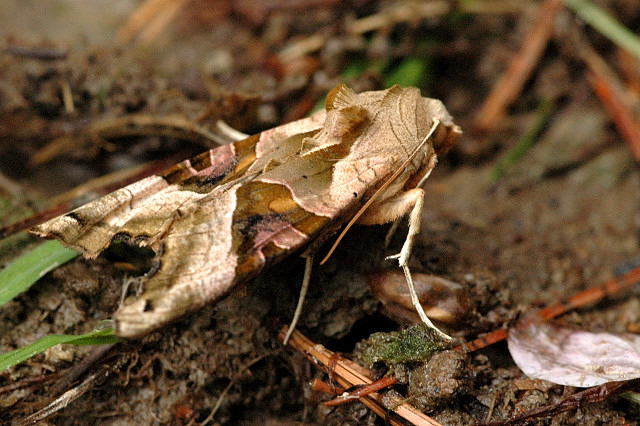
Achateule

Die Achateule, oder auch Mangoldeule (Phlogophora meticulosa) ist ein Schmetterling (Nachtfalter) und gehört zur Familie der Eulenfalter (Noctuidae).

## Merkmale
Die Flügelfarbe der Achateule variiert von olivgrün über gelbbraun bis rostbraun. An den Vorderflügeln bilden Querbänder v-förmige, dunklere Zeichnungen und die Außenränder der Vorderflügel sind gebogen und gezackt. Die Hinterflügel sind heller und haben nur schwache, dunkle Querlinien. Ihre Flügelspannweite beträgt zwischen 4,5 und 5,5 Zentimeter. Charakteristisch ist die Flügelhaltung in der Ruhephase: Sie werden längs ein wenig gefaltet und sehen aus wie ein ausgetrocknetes, totes Blatt.

## Verbreitung
Der nachtaktive Falter ist ein Wanderfalter. Die Annahme, dass die Art nördlich der Alpen nicht bodenständig ist, wurde durch die regelmäßigen Funde überwinterter Raupen inzwischen widerlegt. Die nördliche Grenze der Bodenständigkeit in Europa ist allerdings noch nicht genau bekannt. Sein Verbreitungsgebiet erstreckt sich über Europa, Nordafrika und Asien. Im Frühsommer fliegt er aus dem Süden über die Alpen nach Mittel- und Nordeuropa und bewohnt Gärten, offenes Gelände, Waldgebiete und Stadtgebiete. Er ist nicht besonders spezialisiert. Die nächste Generation fliegt teilweise im Spätsommer wieder zurück.

## Habitat
Während der Larvalentwicklung werden Offenlandhabitate bevorzugt. Während der Wanderung nehmen die Falter in den verschiedensten Biotopen Nahrung auf.

## Lebensweise

### Flugzeiten
Die Achateule fliegt in zwei Generationen von Mai bis Juli und von August bis November. Dabei handelt es sich bei den Faltern der ersten schwächeren Generation vermutlich um Tiere, die als Raupe überwintert haben. Die stärkere zweite Generation wird durch aus dem Süden eingewanderte Tiere verstärkt. Neben diesen Hauptflugzeiten sind Falter bisher im gesamten Jahresverlauf beobachtet worden.

### Verhalten
Die grüne oder bräunliche Raupe der Achateule lebt polyphag an vielen krautigen Pflanzen, wie Brennnesseln, Wiesen-Sauerampfer, Farnen und Weiden. Es werden bevorzugt Blätter gefressen, gelegentlich findet man sie auch an Blüten von Astern, Tulpen oder Chrysanthemen.

## Schadwirkung
Im Gartenbau gilt die Raupe der Achateule als gelegentlicher Schädling, vor allem an Zierpflanzen wie Chrysanthemen, Gartenblumen, Gemüse, Wein und Obstbäumen.

## Bilder

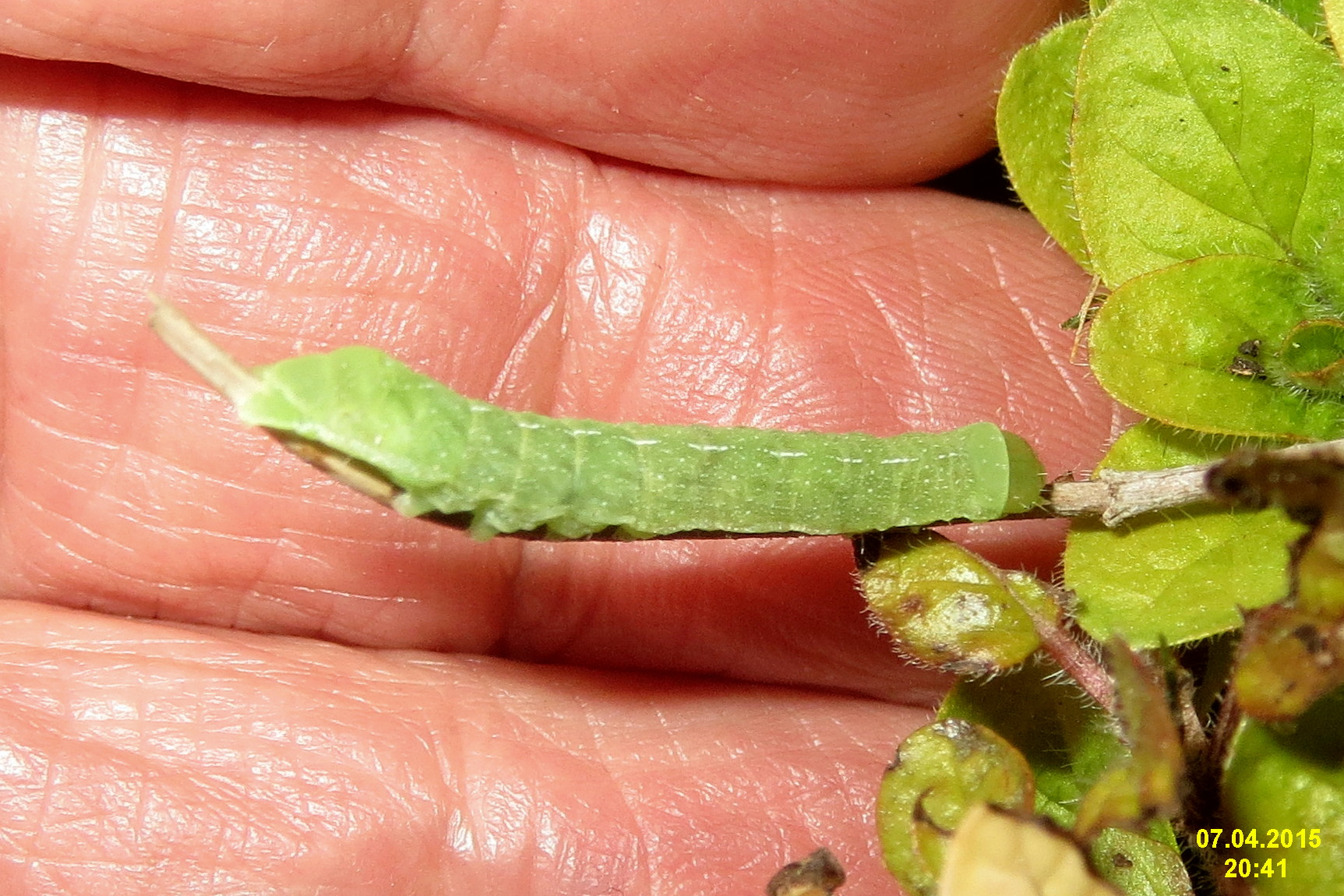
Jungraupe
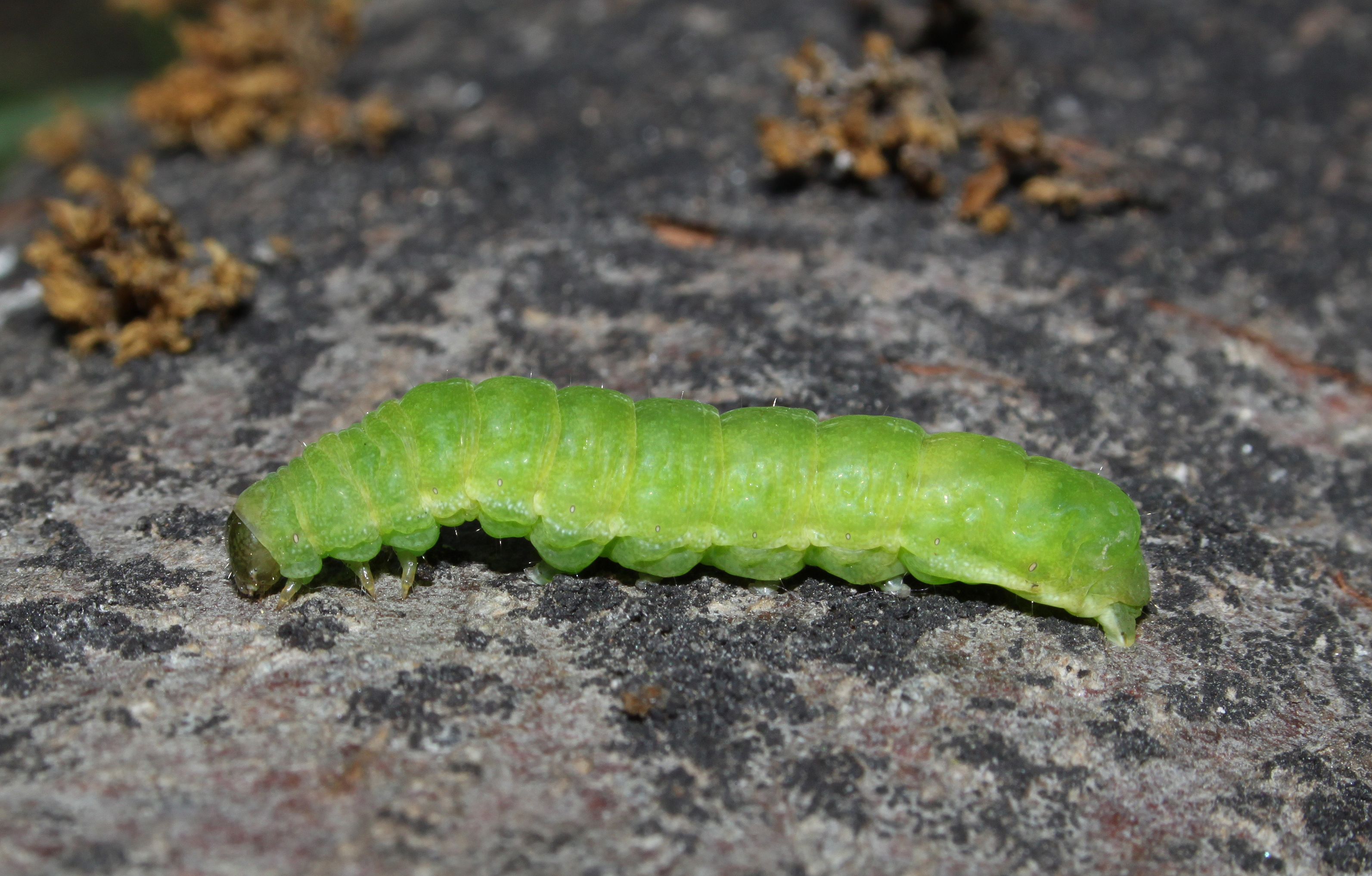
Grüne ausgewachsene Raupe
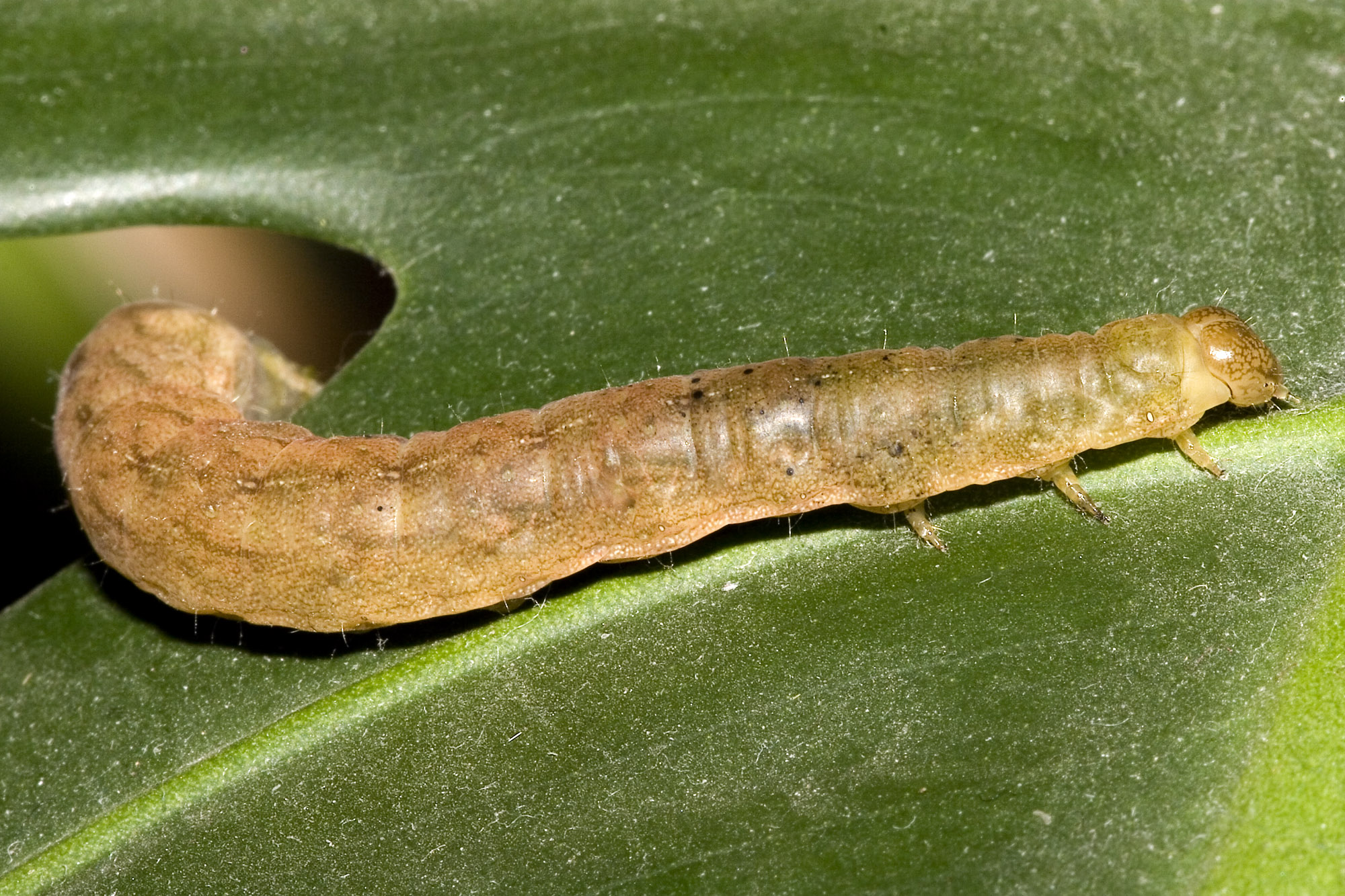
Raupe der Achateule (braune Form)
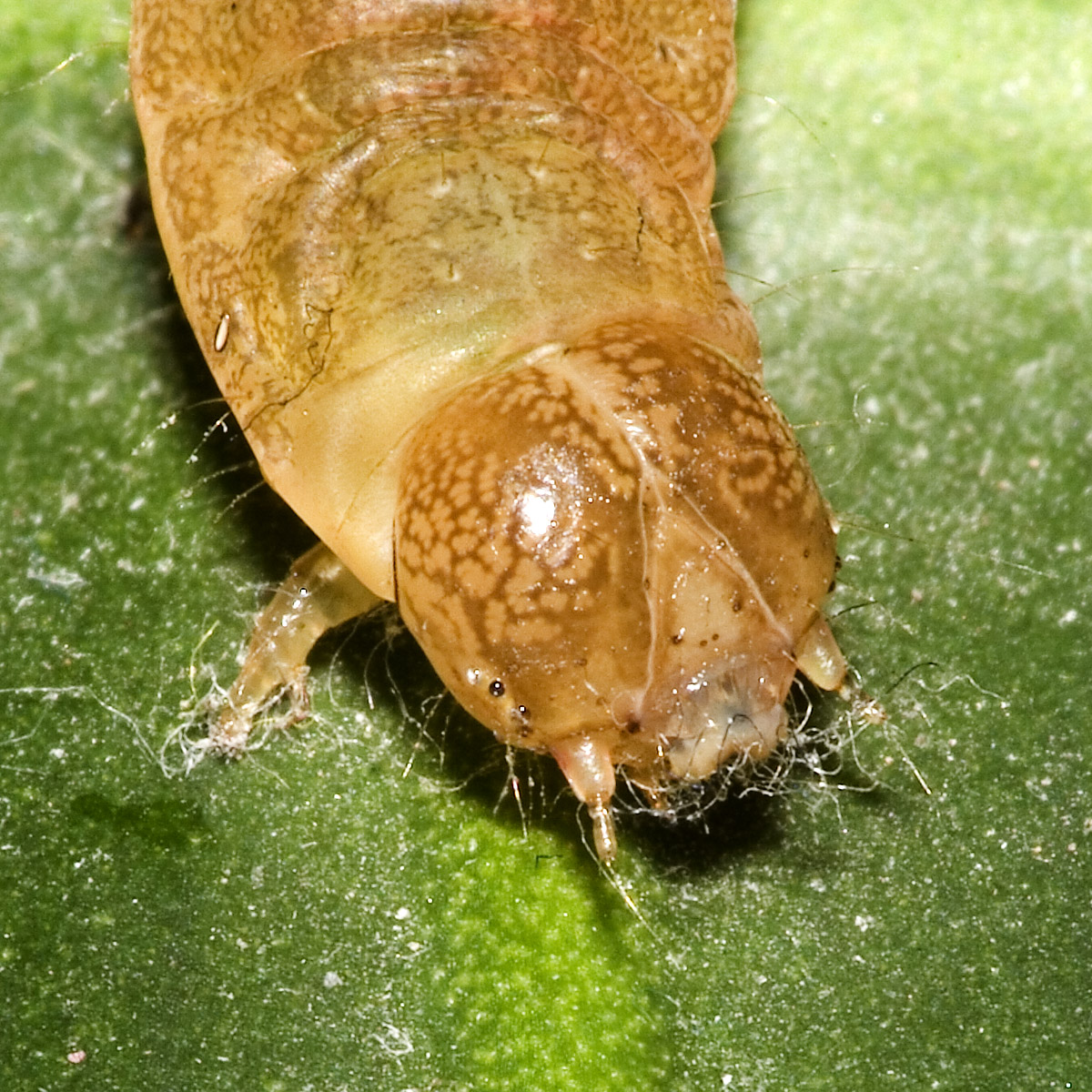
Kopfdetail der Raupe
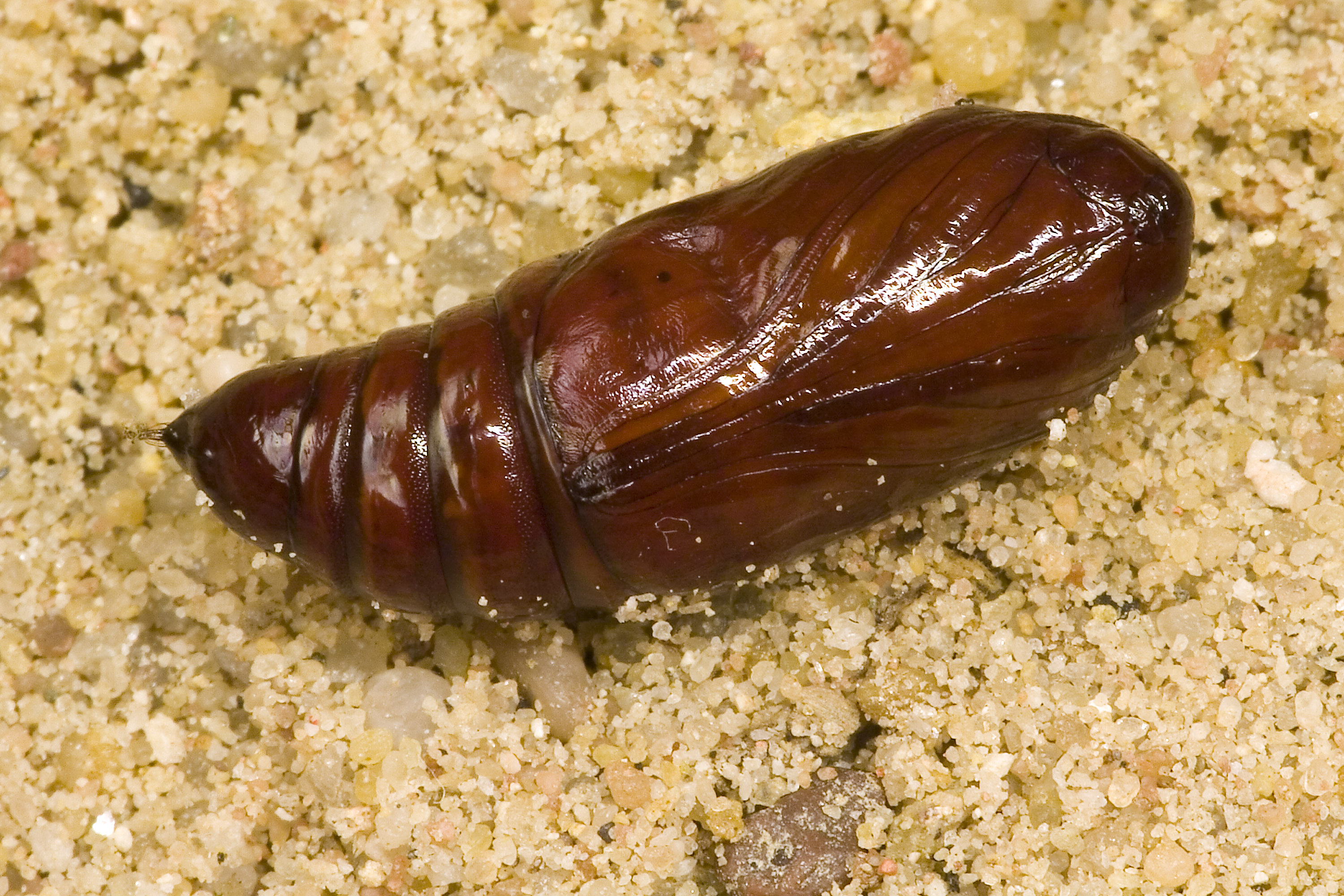
Puppe